# Anna Westberg (ballerina)
Anna Sofia Westberg, född 25 januari 1855 i Klara församling i Stockholm, död 25 augusti 1928 i Engelbrekts församling i Stockholm, var en svensk balettdansare. Hon var premiärdansös vid Kungliga Baletten i Stockholm 1882–1889.
Anna Westberg var elev vid Kungliga Baletten 1862-70, figurant 1870-73, sekunddansös 1873-82, och premiärdansös 1882-88. Bland hennes roller nämns Fenella i »Den stumma» samt i baletterna »Blommor och bin», »Idealet», »En dröm», »Laventana», »Melusina», »Elfvoriia», »Robert och Bertraud», »En karnavalsafton» och »Blomsterfesten i Genzano». 
Hon räknades som en av de främsta nio ballerinorna vid Kungliga Baletten tiden 1864-1901, jämsides Amanda Forsberg, Hilda Lund, Amalia Paulson, Agnes Christenson, Gunhild Rosén, Cecilia Flamand, Jenny Brandt och Victoria Strandin.
Efter att hon avslutat sin karriär vid baletten 1888-89 ska hon ha varit verksam som ritbiträde.